# Boutakioutichnium
Genre
Espèce
Boutakioutichnium est un ichnogenre (forme d’un taxon basé sur les empreintes) nommé d'après des empreintes de pas, à quatre doigts, formées par un bipède dinosaure théropode, dans des sédiments du Jurassique supérieur du Haut-Atlas au Maroc.

## Historique
Boutakioutichnium a été trouvé dans une formation datant du Jurassique supérieur qui se trouve au Maroc. Cette empreinte a été découverte pour la première fois en 2007 par Jaouad Nouri. Il l'a premièrement considéré comme étant un Eutynichnium.
En 2011, il a redirigé cette ichnoespèce pour un nouveau ichnogenre qui est Boutakioutichnium. Le nom Boutakioutichnium se compose du préfixe « Boutakiout » qui provient du nom du professeur Mohamed Boutakiout, enseignant à l’université Mohammed V-Agdal, alors que le suffixe « ichnium » désigne la trace de pas en langue grecque.

## Description
La hauteur du pied postérieur est calculée entre 150 et 180 centimètres. Dans les empreintes les mieux préservées, deux coussinets sont bien marqués dans la trace du hallux. Dans d’autres traces, les coussinets sont moins imprimés à cause des caractéristiques physiques de la fange. Tous les doigts ont des terminaisons acuminées. Le pied est relativement étroit selon le rapport (FL/FW)/FW qui varie entre 0.1 et 0.5.